# 록스타뮤직앤라이브의 음반
이 문서는 록스타뮤직앤라이브에서 발매한 음반 목록이다.

## 2000년대
- 2004년 12월 2일 노브레인 - Stand Up Again!
- 2005년 11월 10일 노브레인 - Boys,Be Ambitious
- 2006년 2월 17일 노브레인 - 靑春九十八 - 청춘 98 (Remaster)
- 2006년 5월 3일 노브레인 - 소리쳐라,대한민국!
- 2007년 1월 22일 노브레인 - [Digital Single] Let`s Go[1]
- 2007년 9월 17일 노브레인 - 그것이 젊음
- 2009년 1월 9일 노브레인 - [Digital Single] Dragon Fighter
- 2009년 1월 30일 노브레인 - 서울 무림전 OST[2]
- 2009년 6월 23일 노브레인 - Absolutely Summer
- 2009년 12월 15일 노브레인 - [Digital Single] 크리스마스 싱글

## 2010년대
- 2010년 5월 10일 노브레인 - [Digital Single] 대한의 전사들이여
- 2011년 4월 5일 노브레인 - High Tension
- 2011년 12월 2일 노브레인 - Roxta Muzik X-Mas Present[3]
- 2012년 3월 21일 노브레인 - [Digital Single] 윤일상 작곡가 21주년 기념 앨범 I`m 21 Part.4[4]
- 2012년 12월 13일 장미여관 - 가문의 귀환 OST
- 2013년 1월 16일 갈릭스 - 잘생겼잖아
- 2013년 2월 1일 노브레인 - [Digital Single] 소주 한 잔
- 2013년 3월 22일 황현성 - [Digital Single] K리그 앤섬 (Here Is The Glory)
- 2013년 4월 30일 장미여관 - 산전수전 공중전
- 2013년 11월 19일 장미여관 - 장가가고 싶은 남자 시집가고 싶은 여자
- 2014년 1월 16일 장미여관 - 수상한 그녀 - `나성에 가면` (Special Collaboration)[5]
- 2014년 3월 25일 장미여관 - [Digital Single] 주영훈 20주년 기념앨범 Part.1
- 2014년 4월 2일 장미여관 - [Digital Single] GO! GO! GO! (열정樂서)
- 2014년 4월 15일 갈릭스 - Slow Down
- 2014년 8월 8일 장미여관 - [Digital Single] 내 스타일 아냐
- 2014년 9월 15일 노브레인 - 96[6]
- 2014년 10월 24일 장미여관 - 미생 OST Part.1
- 2014년 11월 11일 슈가도넛 - Double Minus
- 2014년 11월 26일 장미여관 - 국제시장 OST[7]
- 2014년 12월 22일 슈가도넛 - [Digital Single] Happy Christmas
- 2015년 5월 21일 갈릭스 - [Digital Single] 바베큐 (2악장)
- 2015년 7월 21일 슈가도넛 - POLYVERSE
- 2016년 2월 12일 슈가도넛 - [Digital Single] Piece Of Change
- 2016년 3월 5일 노브레인 - 가화만사성 OST Part.1
- 2016년 3월 15일 장미여관 - 오빠는 잘 있단다
- 2016년 3월 18일 슈가도넛 - [Digital Single] Piece Of Blue
- 2016년 3월 23일 장미여관 - [Digital Single] 투유 프로젝트 - 슈가맨 Part.23[8]
- 2016년 4월 22일 슈가도넛 - [Digital Single] Piece Of April
- 2016년 4월 28일 노브레인 - BRAINLESS[9]
- 2016년 5월 27일 슈가도넛 - [Digital Single] Piece Of Night
- 2016년 7월 1일 슈가도넛 - [Digital Single] Piece Of Fire
- 2016년 8월 5일 슈가도넛 - [Digital Single] Piece Of Life
- 2016년 8월 22일 장미여관 - [Digital Single] 한 번 듣고 말 노래[10]
- 2016년 8월 31일 장미여관 - 판타스틱 패밀리 OST
- 2016년 9월 9일 슈가도넛 - [Digital Single] Piece Of Mind
- 2016년 10월 14일 슈가도넛 - [Digital Single] Piece Of A Lie
- 2016년 11월 17일 노브레인 - 20
- 2016년 11월 18일 슈가도넛 - [Digital Single] Piece Of Yellow
- 2016년 12월 23일 슈가도넛 - [Digital Single] Piece Of Sound
- 2017년 2월 7일 슈가도넛 - DECAGON
- 2017년 3월 21일 장미여관 - [Digital Single] 성혼선언가
- 2017년 5월 16일 슈가도넛 - [Digital Single] 온스테이지 338번째 슈가도넛
- 2017년 8월 19일 장미여관 - 도둑놈 도둑님 OST Part.3
- 2017년 11월 11일 황현성 - [Digital Single] 소년이 돌아왔다
- 2017년 12월 5일 장미여관 - [Digital Single] 산토끼[11]
- 2018년 2월 20일 황현성 - [Digital Single] 세발달리기
- 2018년 3월 16일 황현성 - [Digital Single] 너와 나의 시간
- 2018년 5월 10일 기프트 - Heart Of Midnight
- 2018년 6월 6일 장미여관 - [Digital Single] 우리,함께
- 2018년 6월 22일 기프트 - [Digital Single] 고백
- 2018년 6월 27일 황현성 - [Digital Single] 노인,새,편지
- 2018년 8월 13일 노브레인 - [Digital Single] 쏘나기
- 2018년 8월 24일 기프트 - [Digital Single] 앉아있네
- 2018년 9월 1일 갈릭스 - [Digital Single] 얍
- 2018년 9월 18일 노브레인 - [Digital Single] 최고의 순간
- 2018년 10월 28일 황현성 - [Digital Single] 꼬마 녀석아
- 2018년 11월 8일 육중완 - 죽어도 좋아 OST Part.1[12]
- 2018년 11월 16일 노브레인 - [Digital Single] 노불행트위스트
- 2019년 1월 4일 육중완 - SKY 캐슬 OST Part.7
- 2019년 2월 11일 육중완밴드 - [Digital Single] 그때는 그냥 추억
- 2019년 2월 21일 육중완밴드 - 육춘기
- 2019년 4월 30일 육중완 - 특별근로감독관 조장풍 OST Part.1
- 2019년 5월 21일 레이지본 - 어기여차
- 2019년 6월 11일 육중완밴드 - [Digital Single] 알로하
- 2019년 8월 23일 노브레인 - [Digital Single] 여름밤의 꼴통
- 2019년 8월 27일 기프트 - [Digital Single] 우린 달랐고,달랐어
- 2019년 10월 18일 이주혁 - 배가본드 OST Part.5
- 2019년 10월 25일 노브레인 - 노브레인져
- 2019년 11월 1일 노브레인 - 직진
- 2019년 11월 6일 육중완밴드 - [Digital Single] 직장인 블루스
- 2019년 11월 22일 기프트 - 보라색이 되었다

## 2020년대
- 2020년 1월 31일 기프트 - [Digital Single] 나와 함께
- 2020년 2월 6일 육중완밴드 - [Digital Single] 잘될 거야[13]
- 2020년 5월 29일 기프트 - [Digital Single] 고양이
- 2020년 6월 19일 레이지본 - [Digital Single] 깜빡이 켜
- 2020년 7월 7일 육중완밴드 - 부산직할시
- 2020년 9월 2일 노브레인 - [Digital Single] Wan Island
- 2020년 10월 7일 육중완밴드 - 사생활 OST Part.1
- 2020년 10월 21일 육중완밴드 - [Digital Single] 서울 안갈래
- 2021년 1월 16일 기프트 - 포커스(Folk Us) Semi Final[14]
- 2021년 1월 22일 레이지본 - 날아라 개천용 OST Part.2
- 2021년 1월 23일 기프트 - 포커스(Folk Us) Final[15]
- 2021년 2월 17일 기프트 - [Digital Single] 좋은 꿈일 것 같아
- 2021년 2월 26일 기프트 - 포커스(Folk Us) Epilogue[16]
- 2021년 3월 16일 기프트 - 넌 나에게
- 2021년 7월 7일 기프트 - [Digital Single] Cyworld BGM 2021
- 2021년 12월 1일 기프트 - [Digital Single] NOLJA
- 2022년 4월 20일 레이지본 - [Digital Single] 피라미드
- 2022년 5월 9일 이주혁 - [Digital Single] 세탁소에서 만나요
- 2022년 5월 13일 육중완밴드 - [Digital Single] 대배우 김광규
- 2022년 5월 30일 레이지본 - [Digital Single] 이보게나
- 2022년 7월 11일 육중완밴드 - [Digital Single] 바나나 먹고싶다
- 2022년 8월 3일 이주혁 - [Digital Single] 푸른밤
- 2022년 9월 7일 육중완밴드 - [Digital Single] ALL DAY Project Part.3 : FRI.6PM
- 2022년 10월 11일 이주혁 - 법대로 사랑하라 OST Part.9
- 2022년 10월 13일 레이지본 - [Digital Single] 우리의 힘을 (Go West)\
- 2022년 10월 20일 원태림 - [Digital Single] 공갈
- 2022년 12월 5일 육중완밴드 - 서울비둘기
- 2022년 12월 21일 노브레인,레이지본 - [Digital Single] Make Your Color
- 2023년 1월 7일 원태림 - [Digital Single] 지구의 너, 우주의 나[17]
- 2023년 1월 15일 이주혁 - 일타 스캔들 OST Part.1
- 2023년 2월 8일 원태림 - [Digital Single] 영원
- 2023년 6월 24일 빈센트 - 넘버스 OST Part.1
- 2023년 7월 1일 노브레인 - [Digital Single] [THE 시즌즈 Vol. 5] <최정훈의 밤의 공원> ReːWake x 노브레인
- 2023년 9월 5일 이주혁 - [Digital Single] 울퉁불퉁
- 2023년 9월 30일 이주혁 - [Digital Single] 유성우
- 2023년 10월 15일 오모 - [Digital Single] First Love
- 2023년 10월 19일 기프트 - [Digital Single] 아직 끝나지 않은 이야기
- 2023년 10월 25일 원태림 - [Digital Single] 클로버
- 2023년 11월 3일 크랙샷 - [Digital Single] 무녀도〈산울림 50주년 기념 프로젝트〉
- 2023년 11월 21일 육중완밴드 - [Digital Single] 내 나이 가을 무렵
- 2023년 11월 27일 노브레인 - [Digital Single] Punky Funky City
- 2023년 12월 6일 크랙샷 - [Digital Single] 계절의 끝에서
- 2023년 12월 14일 기프트 - [Digital Single] 섬 같은 곳으로
- 2024년 1월 6일 육중완밴드 - [Digital Single] 내 귀에 띵곡 Part.08[18]
- 2024년 4월 1일 레이지본 - [Digital Single] Wonderland
- 2024년 4월 15일 기프트 - 靑春, FANTASY
- 2024년 5월 15일 육중완밴드 - [Digital Single] 이모님
- 2024년 6월 12일 짙은 - [Digital Single] 좋단 말야
- 2024년 7월 2일 레이지본 - [Digital Single] 나비야
- 2024년 7월 23일 크랙샷 - [Digital Single] Go Away
- 2024년 8월 17일 취향상점 - [Digital Single] 여름 교향곡
- 2024년 8월 30일 오모 - [Digital Single] 30일
- 2024년 9월 7일 취향상점 - [Digital Single] Run
- 2024년 10월 19일 육중완밴드 - 다리미 패밀리 OST Part.2
- 2024년 11월 21일 짙은 - 곶
- 2024년 12월 17일 오모 - [Digital Single] Camelia
- 2025년 1월 27일 기프트 - [Digital Single] Daydreamer
- 2025년 2월 19일 크랙샷 - [Digital Single] Get Over
- 2025년 2월 24일 기프트 - [Digital Single] 언젠가
- 2025년 3월 10일 레이지본 - [Digital Single] 우리는 조금 더
- 2025년 4월 3일 오모 - [Digital Single] Sprinter